# Kościół Najświętszej Marii Panny w Doberlug-Kirchhain

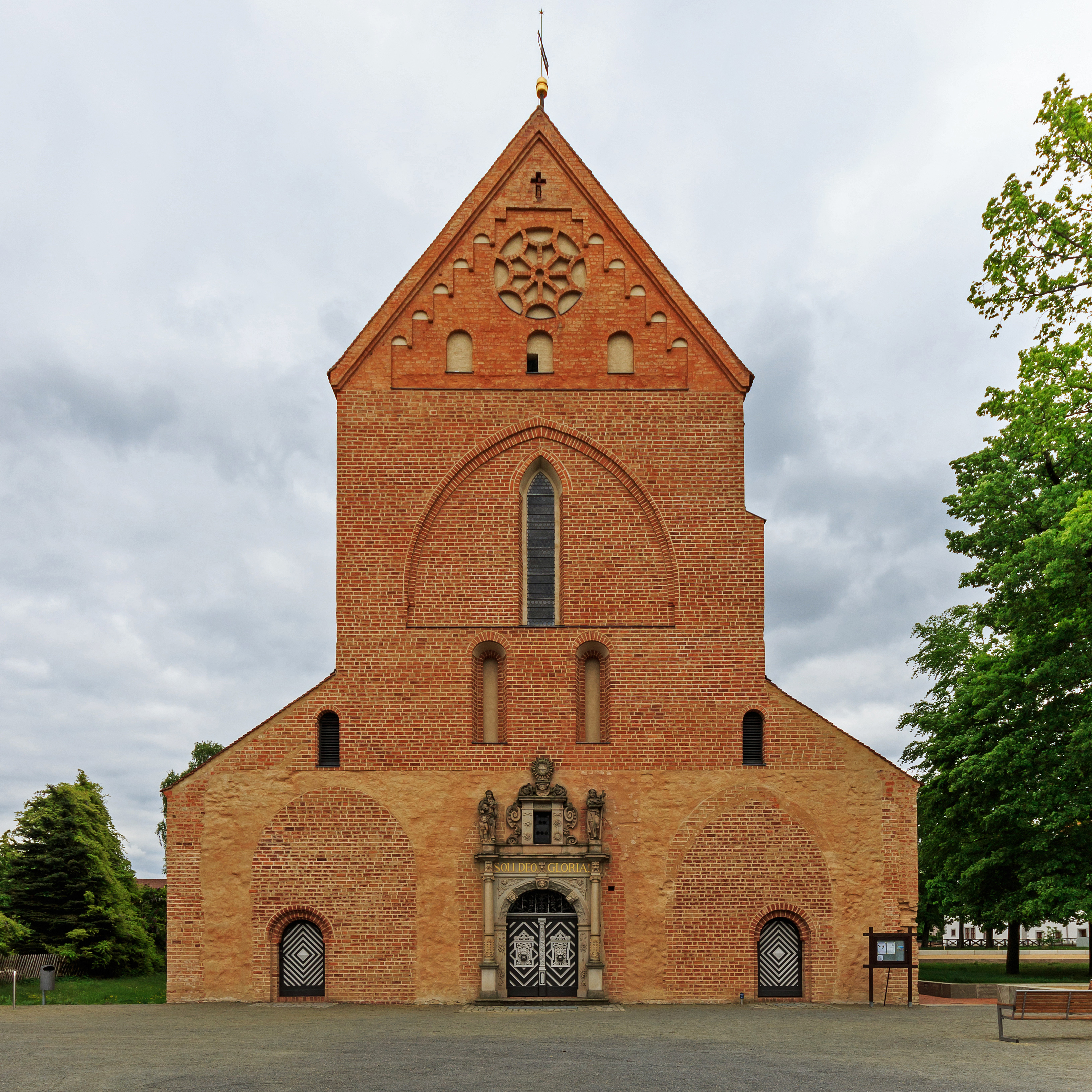
Zachodnia fasada kościoła

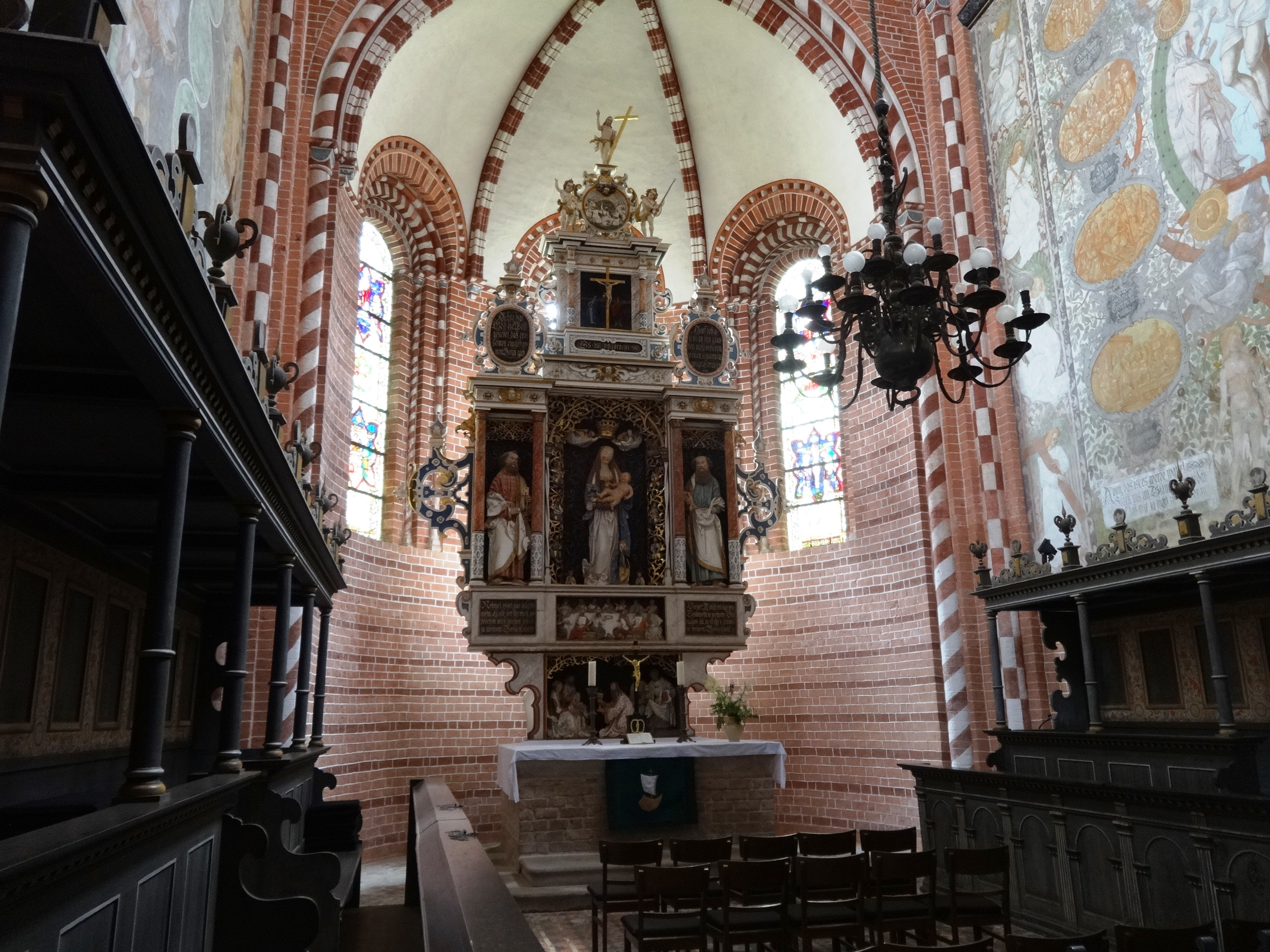
Wnętrze wschodniej apsydy z głównym ołtarzem

Kościół Najświętszej Marii Panny – romański kościół w Doberlug-Kirchhain w Niemczech, w kraju związkowym Brandenburgia, zbudowany w XII–XIII w. w klasztorze cystersów Dobrilugk. Po sekularyzacji klasztoru w XVI w. pełnił funkcję kościoła zamkowego przy zamku Doberlug, obecnie protestancki kościół parafialny. Przez badaczy jest uważany za jeden z najważniejszych ceglanych budynków romańskich na terenie Niemiec i najcenniejszy zabytek architektury Dolnych Łużyc.

## Historia
Fundację klasztoru cystersów Dobrilugk zapoczątkował w 1165 pochodzący z rodu Wettynów margrabia Łużyc Dytryk II. Kościół klasztorny zbudowano w końcu XII i na początku XIII w. w formie romańskiej bazyliki. Gdy zmarł fundator klasztoru, margrabia Dytryk II w 1185, nie pochowano go tu, co wskazuje na to, że budowa nie była wystarczająco zaawansowana. Ponieważ w kronikach klasztoru Petersberg wzmiankowana jest data 1184 jako data założenia klasztoru Dobrilugk, możliwe jest, że wówczas podjęto na nowo budowę po zniszczeniach, które prawdopodobnie dokonali tu pod koniec lat 80. XII w. Lucice i Pomorzanie, walczący przeciwko Dytrykowi po stronie Henryka Lwa. Budowa kościoła musiała być natomiast mocno zaawansowana w 1209, gdy pochowano tutaj żonę margrabiego Łużyc Konrada II, Piastównę Elżbietę (zapewne zbudowana była przynajmniej wschodnia część kościoła). Według tradycji (niepoświadczonej źródłami) kościół został poświęcony w 1228.
Jest możliwe, że przed powstaniem obecnego kościoła istniała tu inna, prowizoryczna budowla, której ołtarz miał poświęcić w 1166 powracający z wizyty na dworze cesarskim biskup płocki Werner. Kościół prawdopodobnie był planowany jako nekropolia dla łużyckiej linii rodu Wettynów, jednak ta wygasła już w 1210 wraz ze śmiercią margrabiego Konrada II.
W 1541 przeżywający trudności ekonomiczne klasztor został przejęty przez elektora saskiego Jana Fryderyka I Wspaniałomyślnego (wcześniej znajdował się w granicach czeskich Łużyc) i następnie rozwiązany.
W 1622 rozebrano boczne kaplice z apsydami przy ramionach transeptu. W latach 1673–1676 w kościele (zapewne zdewastowanym podczas wojny trzydziestoletniej ) dokonywano zmian w celu dostosowania go do funkcji kościoła zamkowego na potrzeby powstałego w miejscu dawnego klasztoru zamku. Powiększono wówczas okna i zmieniono wyposażenie. Wówczas też zaczął pełnić funkcję kościoła parafialnego dla założonego krótko wcześniej miasta Dobrilugk. Ponownie wyświęcono go w 1675. Inspiratorem zmian był książę Saksonii-Mersenburga Chrystian I . 
W 1677 odnowiono dach zachodniej części kościoła po zniszczeniach w wyniku uderzenia pioruna. W 1859 podjęto restaurację kościoła, starając się przywrócić elementy czystego stylu romańskiego. W podobnym duchu prowadzono prace w latach 1905–1909. Przekształcono wówczas zachodnią fasadę, wzniesiono wieżę nad skrzyżowaniem naw, zachodnią wieżę i południową kruchtę. Uzupełniono wyposażenie, m.in. korzytając z późnośredniowiecznych zabytków przeniesionych z innych kościołów (m.in. głównego ołtarza) . Kolejne prace restauratorskie podjęto w drugiej połowie XX w. (m.in. usunięto tynki pokrywające ściany zewnętrzne) i kontynuowano w XXI w.; w 1979 wpisano kościół na listę zabytków Niemieckiej Republiki Demokratycznej.

## Opis
Kościół jest romańską, trójnawową bazyliką. Część wschodnią stanowią transept i prezbiterium zakończone od wschodu apsydą. Pierwotnie obok prezbiterium znajdowały się boczne kaplice zakończone apsydami, po dwie przy każdym ramieniu transeptu, tworzące chór schodkowy, które jednak zostały rozebrane w XVII w. (widoczne są jedynie ich fundamenty). Nawa główna posiada sklepienie krzyżowo-żebrowe, a nawy boczne sklepienie krzyżowe. Plan kościoła jest charakterystyczny dla budownictwa cysterskiego . Zarówno główna apsyda, jak i niezachowane boczne apsydy podzielono z zewnątrz na trzy części wyraźnymi półkolumnami z szachownicowym ornamentem, z dużym oknem z półokrągłym zwieńczeniem wewnątrz każdej z nich. Pod okapami dachu i na krawędziach szczytów znajdują się wyraźnie uformowane fryzy. Charakterystyczna jest technika murarska: kościół stanowi typowy przykład wczesnej architektury ceglanej. Elementy dekoracyjne, zarówno wewnątrz, jak i na zewnątrz kościoła, skoncentrowano w apsydzie z głównym ołtarzem.
Zaawansowany warsztat murarski z cegły wobec braku analogii z tego samego okresu w okolicy wskazuje na włoskie wzory; badacze dopatrują się też włoskich źródeł w różnych elementach architektonicznych i dekoracyjnych kościoła (np. w półkolumnach na zewnątrz apsydy sięgających samego dachu, a tym samym przerywającym fryz pod jego okapem). Charakterystyczna kamieniarka wskazuje podobieństwo do kościołów z okolic Cremony. Może to wynikać z uczestnictwa fundatora klasztoru, Dytryka II, w wyprawach włoskich cesarza Fryderyka Barbarossy, podczas których poświadczona jest jego obecność właśnie w Cremonie. Nowoczesnym rozwiązaniem było zaplanowanie od samego początku sklepienia całej budowli oraz zastosowanie w nawie głównej sklepienia krzyżowo-żebrowego, mającego już wczesnogotycki charakter .
Późniejsza faza budowy obejmowała zachodnie kruchty, obecnie nieistniejące; odrębne pomieszczenia istniały przed portalami znajdującymi się na zachodnich końcach obu bocznych naw. Pełniły one także funkcję kaplic – w każdej znajdował się także ołtarz. W późniejszym okresie do ramion transeptu dodano gotyckie kaplice o prostym zakończeniu. Na północ od północnego ramienia transeptu odkryto też pozostałości innego gotyckiego, wolnostojącego budynku – ossuarium lub kaplicy zbudowanej w 1318 w pokutę za udział klasztoru w morderstwie burgrabiego z Golßen.
Z wprowadzonego w XVII w. barokowego wyposażenia pozostała obecnie jedynie książęca loża w południowym ramieniu transeptu .